# Rally Cataluña de 2009
El Rally Cataluña de 2009, oficialmente 45è Rally RACC Catalunya – Costa Daurada (Rallye de España), fue la edición 45.ª y la 11.ª ronda de la temporada 2009 del Campeonato Mundial de Rally. Se celebró entre el 2 y el 4 de octubre y contó con un total de 353.62 km cronometrados a disputar en dieciocho tramos sobre asfalto. El vencedor fue el francés Sébastien Loeb que a bordo del Citroën C4 WRC consiguió su quinta victoria consecutiva en Cataluña. Segundo fue su compañero de equipo Dani Sordo que a pesar de su buen inicio de carrera y de haber logrado un scratch más que Loeb,  terminó a sólo doce segundos. Tercero fue Mikko Hirvonen con el Ford Focus WRC a casi un minuto de la cabeza.
Ese año el rally fue además la última ronda del campeonato junior, certamen que ya se había adjudicado el checo Martin Prokop y que en la cita española se retiró en el décimo tramo. La victoria fue para el holandés Hans Weijs Jr. la única que logró en toda la temporada.

## Itinerario y ganadores
| Día       | Tramo | Tiempo | Nombre                        | Distancia | Ganador            | Tiempo  | Líder rally    |
| --------- | ----- | ------ | ----------------------------- | --------- | ------------------ | ------- | -------------- |
| 1 (2 Oct) | SS1   | 08:46  | La Mussara 1                  | 20.48km   | Dani Sordo         | 11:33.4 | Dani Sordo     |
| 1 (2 Oct) | SS2   | 10:24  | Querol 1                      | 21.26 km  | Dani Sordo         | 11:22.0 | Dani Sordo     |
| 1 (2 Oct) | SS3   | 11:07  | El Montmell 1                 | 24.14 km  | Dani Sordo         | 12:37.6 | Dani Sordo     |
| 1 (2 Oct) | SS4   | 13:54  | La Mussara 2                  | 20.48 km  | Dani Sordo         | 11:17.4 | Dani Sordo     |
| 1 (2 Oct) | SS5   | 15:32  | Querol 2                      | 21.26 km  | Sébastien Loeb     | 11:17.4 | Dani Sordo     |
| 1 (2 Oct) | SS6   | 16:15  | El Montmell 2                 | 24.14 km  | Sébastien Loeb     | 12:34.2 | Dani Sordo     |
| 2 (3 Oct) | SS7   | 9:14   | El Priorat/La Ribera d'Ebre 1 | 38.27 km  | Sébastien Loeb     | 21:44.6 | Sébastien Loeb |
| 2 (3 Oct) | SS8   | 10:27  | Las Garrigas 1                | 8.6 km    | Sébastien Ogier    | 5:05.5  | Sébastien Loeb |
| 2 (3 Oct) | SS9   | 10:58  | La Llena 1                    | 17.12 km  | Dani Sordo         | 9:38.1  | Dani Sordo     |
| 2 (3 Oct) | SS10  | 14:17  | El Priorat/La Ribera d'Ebre 2 | 38.27 km  | Sébastien Ogier    | 21:46.1 | Dani Sordo     |
| 2 (3 Oct) | SS11  | 15:30  | Las Garrigas 2                | 8.6 km    | Sébastien Loeb     | 5:06.0  | Dani Sordo     |
| 2 (3 Oct) | SS12  | 16:01  | La Llena 2                    | 17.12 km  | Petter Solberg     | 9:49.0  | Sébastien Loeb |
| 3 (4 Oct) | SS13  | 08:05  | Riudecanyes 2                 | 16.32km   | Dani Sordo         | 10:32.6 | Sébastien Loeb |
| 3 (4 Oct) | SS14  | 09:06  | Santa Marina 1                | 26.51km   | Petter Solberg     | 15:52.3 | Sébastien Loeb |
| 3 (4 Oct) | SS15  | 10:02  | La Serra d'Almos 1            | 4.11 km   | Sébastien Loeb     | 2:37.8  | Sébastien Loeb |
| 3 (4 Oct) | SS16  | 12:01  | Riudecanyes 2                 | 16.32 km  | Petter Solberg     | 10:32.8 | Sébastien Loeb |
| 3 (4 Oct) | SS17  | 13:02  | Santa Marina 2                | 26.51 km  | Petter Solberg     | 15:53.9 | Sébastien Loeb |
| 3 (4 Oct) | SS18  | 13:58  | La Serra d'Almos 2            | 4.11 km   | Jari-Matti Latvala | 2:39.5  | Sébastien Loeb |

## Clasificación final
| Pos.     | Piloto                | Copiloto            | Automóvil             | Tiempo    | Penaliz. | Diferencia | Puntos |
| WRC      | WRC                   | WRC                 | WRC                   | WRC       | WRC      | WRC        | WRC    |
| -------- | --------------------- | ------------------- | --------------------- | --------- | -------- | ---------- | ------ |
| 1.       | Sébastien Loeb        | Daniel Elena        | Citroën C4 WRC        | 3:22:14.7 |          | 0.0        | 10     |
| 2.       | Dani Sordo            | Marc Martí          | Citroën C4 WRC        | 3:22:26.7 |          | +12.0      | 8      |
| 3.       | Mikko Hirvonen        | Jarmo Lehtinen      | Ford Focus RS WRC 09  | 3:23:08.8 |          | +54.1      | 6      |
| 4.       | Petter Solberg        | Phil Mills          | Citroën C4 WRC        | 3:23:27.1 |          | +1:12.4    | 5      |
| 5.       | Sébastien Ogier       | Julien Ingrassia    | Citroën C4 WRC        | 3:23:56.3 |          | +1:41.6    | 4      |
| 6.       | Jari-Matti Latvala    | Miikka Anttila      | Ford Focus RS WRC 09  | 3:25:04.5 |          | +2:49.8    | 3      |
| 7.       | Matthew Wilson        | Scott Martin        | Ford Focus RS WRC 08  | 3:29:30.2 |          | +7:15.5    | 2      |
| 8.       | Federico Villagra     | Jorge Pérez Companc | Ford Focus RS WRC 08  | 3:30:42.8 |          | +8:28.1    | 1      |
| JWRC     |                       |                     |                       |           |          |            |        |
| 1. (12.) | Hans Weijs            | Bjorn Degandt       | Citroën C2 S1600      | 3:40:25.5 | 0:10     | 0.0        | 10     |
| 2. (18.) | Simone Bertolotti     | Luca Celestini      | Suzuki Swift S1600    | 3:45:24.6 |          | +4:49.1    | 8      |
| 3. (19.) | Jordi Martí           | Gabriel Sánchez     | Renault Clio Sport R3 | 3:45:58.3 | 1:00     | +6:22.8    | 6      |
| 4 (27.)  | Kevin Abbring         | Erwin Mombaerts     | Renault Clio RS R3    | 3:55:18.1 | 0:20     | +15:02.6   | 5      |
| 5 (37.)  | Aaron Nikolai Burkart | Michael Kölbach     | Suzuki Swift S1600    | 4:06:48.5 |          | +26:13.0   | 4      |